# Вероника пашенная
Веро́ника па́шенная (лат. Veronica agrestis) — однолетнее травянистое растение, вид рода Вероника (Veronica) семейства Подорожниковые (Plantaginaceae).

## Распространение и экология
Западная Европа: почти все страны, отсутствует на некоторых островах Средиземного и Северного морей, в Исландии, Турции, на большей части Фенноскандии; территория бывшего СССР: западные и центральные районы Европейской части, крайнее северо-восточное местонахождение — юг Архангельской области, река Устья, крайнее восточное — река Пенза; Африка: Тунис, Алжир, главным образом в горах.
Произрастает в лесной и лесостепной зонах, редко в предгорьях и горах до 1800 м над уровнем моря, в разнотравно-злаковых группировках, как сорное на полях, в садах, огородах.
Вероника пашенная может заражаться кольцевой пятнистостью малины, вирусной болезнью, передающейся через почву, сорняки, а также переносящейся нематодами. Это заболевание ведёт к снижению урожайности и гибели садовых сортов малины.

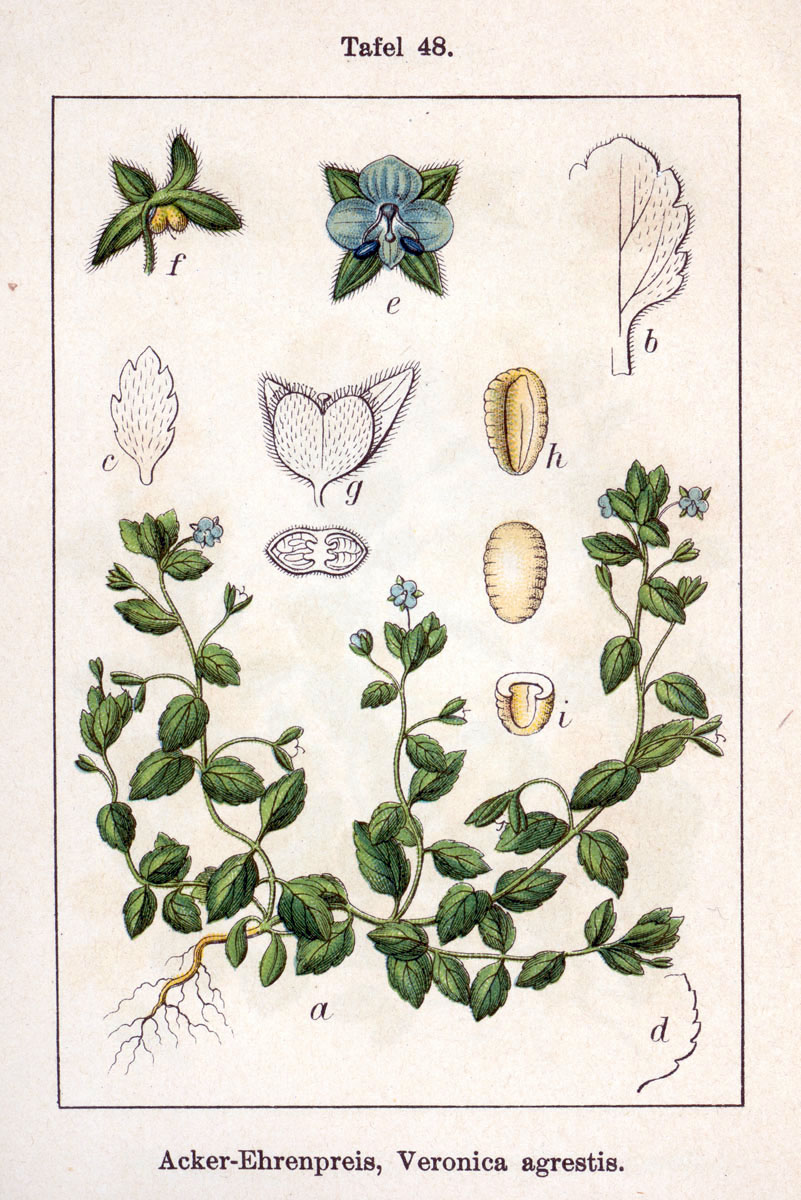

## Ботаническое описание
Стебли высотой 5—30 (до 40) см, тонкие, восходящие, лежачие и укореняющиеся, от основания сильно ветвистые, олиственные.
Листья супротивные, яйцевидные или округло-яйцевидные, верхушечные до продолговато-яйцевидных, длиной 7—9 мм, шириной 6—8 мм, по краю городчатые, зазубренно-зубчатые или крупнозубчатые, светло-зелёные. Нижние листья сердцевидно-яйцевидные, округлые или усечённые при основании, коротко черешчатые, кверху уменьшающиеся; верхние — продолговатые, все зубчатые, клиновидные, все несколько мясистые, с редкими волосками.
Цветки по одному или по нескольку в пазухах листьев, на длинных цветоножках, равных цветкам или немного длиннее их, при плодах, изогнутых вниз. Чашечка глубоко четырёхраздельная; доли чашечки от яйцевидных до продолговато-ланцетных, тупые, при основании округлые или округло-клиновидные, не прикрывают друг друга, с редкими волосками или почти голые; венчик светло-голубой с беловатой нижней долей, беловатый с синими жилками, бледно-розовый или белый, диаметром 6—8 мм, не превышает чашечку. Тычинки значительно короче венчика.
Коробочки несколько короче чашечки, с длиной, равной или несколько меньше ширины, выпуклые, округлые, коротко обратно-сердцевидные, железисто-волосистые, с узкой глубокой выемкой, с округлыми, тупыми тонкосетчатыми лопастями, с незаметными жилками. Семена длиной 1,75—2 мм, шириной 1,5—1,75 мм, округлые или яйцевидно-шаровидные, мелко морщинистые, вогнутые, чашечковидные.

## Таксономия
Вид Вероника пашенная входит в род Вероника (Veronica) семейства Подорожниковые (Plantaginaceae) порядка Ясноткоцветные (Lamiales).
|  |                                      |  |                                                             |                                                             |                          |  | ещё 21 семейство (согласно Системе APG II) | ещё 21 семейство (согласно Системе APG II) |                       |  |  |  | ещё от 300 до 500 видов |
|  |                                      |  |                                                             |                                                             |                          |  | ещё 21 семейство (согласно Системе APG II) | ещё 21 семейство (согласно Системе APG II) |                       |  |  |  | ещё от 300 до 500 видов |
|  |                                      |  |                                                             | порядок Ясноткоцветные                                      |                          |  |                                            |                                            | род Вероника          |  |  |  |                         |
|  |                                      |  |                                                             | порядок Ясноткоцветные                                      |                          |  |                                            |                                            | род Вероника          |  |  |  |                         |
|  | отдел Цветковые, или Покрытосеменные |  |                                                             |                                                             | семейство Подорожниковые |  |                                            |                                            | вид Вероника пашенная |  |  |  |                         |
|  | отдел Цветковые, или Покрытосеменные |  |                                                             |                                                             | семейство Подорожниковые |  |                                            |                                            |                       |  |  |  |                         |
|  |                                      |  | ещё 44 порядка цветковых растений (согласно Системе APG II) | ещё 44 порядка цветковых растений (согласно Системе APG II) |                          |  |                                            | ещё 90 родов                               | ещё 90 родов          |  |  |  |                         |
|  |                                      |  |                                                             | ещё 44 порядка цветковых растений (согласно Системе APG II) |                          |  |                                            |                                            | ещё 90 родов          |  |  |  |                         |